# Any Man's Death
Any Man's Death è un film sudafricano del 1990 diretto da Tom Clegg.
È un film drammatico con Sam Barnard, Ernest Borgnine e Charles Comyn su un reporter alle prese con un criminale di guerra nazista.

## Produzione
Il film, diretto da Tom Clegg su una sceneggiatura di Iain Roy, fu prodotto da John Karie e Debi Nethersole per Goldenberg Films e INI Entertainment Group e girato a Swakopmund in Namibia

## Distribuzione
Il film fu distribuito negli Stati Uniti dall'11 maggio 1990 al cinema.
Alcune delle uscite internazionali sono state:
- in Germania Ovest (Im Zeichen des Krebs)
- in Finlandia (Tehtävä Angolassa)

## Promozione
La tagline è: "The search has begun...".

## Critica
Secondo Leonard Maltin è "un film che mette in dubbio l'intelligenza dello spettatore"; nulla sembra risultare interessante in questo film moralista, tranne il cast.